# Regno di Gran Bretagna
Il Regno di Gran Bretagna (Kingdom of Great Britain) fu uno Stato dell'Europa occidentale, che esistette dal 1707 al 1800. Nacque dalla fusione del Regno d'Inghilterra e del Regno di Scozia, in seguito all'Atto di Unione del 1707, con lo scopo di creare un singolo regno che governasse per intero la Gran Bretagna.
Vennero creati un nuovo parlamento e un nuovo governo unificati, con sede a Londra. I due regni separati di Scozia e d'Inghilterra avevano già lo stesso monarca, in seguito all'Unione delle corone, in forza della quale Giacomo VI di Scozia divenne anche re d'Inghilterra nel 1603, alla morte di Elisabetta I d'Inghilterra. Il Regno di Gran Bretagna incorporò il Regno d'Irlanda nel 1801, assumendo il nome di Regno Unito di Gran Bretagna e Irlanda a seguito dell'Atto di Unione del 1800.

## Etimologia
Il nome Britannia deriva dal latino (da cui anche il francese moderno Bretagne e il medio inglese Bretayne o Breteyne). Anche il nome Gran Bretagna ha origine nell'antichità classica: i Romani, ad esempio Claudio Tolomeo, lo usavano per distinguere la Gran Bretagna (in greco antico: Μεγάλη Βρεττανία?, Μegálē Brettanía) dall'Irlanda (: Μικρά Βρεττανία?, Mikrá Brettanía). “Gran Bretagna” venne utilizzato per la prima volta in maniera ufficiale nel 1474 nell'istrumento di proposta di matrimonio tra Cecilia di York, figlia di Edoardo IV d'Inghilterra, e Giacomo, figlio di re Giacomo III di Scozia.
Il Treaty of Union e il successivo Atto di Unione stabilirono che Inghilterra e Scozia sarebbero state «unite in un unico regno col nome di Gran Bretagna». Il sito del parlamento del Regno Unito, del parlamento scozzese e della BBC oltre ad altri, tra cui quello di diverse associazioni storiche, certificano la creazione del Regno di Gran Bretagna al 1º maggio 1707. Anche i termini «Regno Unito» (United Kingdom) e «Unico Regno» (One Kingdom) sono stati utilizzati dal XVIII secolo per descrivere il nuovo Stato.

## Consistenza
Il nuovo Stato creato nel 1707 includeva l'Isola di Gran Bretagna assieme ad altre isole minori che erano parti dei regni di Inghilterra e Scozia. Le Isole del Canale e l'Isola di Man non furono mai parte del Regno di Gran Bretagna, sebbene l'Atto di acquisizione dell'Isola di Man nel 1765 sancì il passaggio formale della sovranità dell'isola allo Stato che la acquistò da Charlotte Murray, duchessa di Atholl.

## Struttura politica
La successione al trono fu stabilita dall'Act of Settlement (Atto di disposizione) del 1701, sostituendo l'Act of Security (Atto di sicurezza) che era l'equivalente scozzese: l'Act of Settlement prevedeva che l'erede al trono inglese dovesse essere un protestante discendente da Sophia di Hannover, mentre l'Act of Security imponeva che l'erede al trono discendesse da monarchi scozzesi.
Il potere legislativo fu conferito al Parlamento della Gran Bretagna, che sostituì i parlamenti di Inghilterra e Scozia. Come l'odierno Parlamento del Regno Unito, il Parlamento della Gran Bretagna era composto da tre elementi: la Camera dei Comuni, la Camera dei Lord e la Corona. Sia l'Inghilterra sia la Scozia avevano un posto nella Camera dei Lord e nella Camera dei Comuni del nuovo Parlamento, anche se i rappresentanti scozzesi in entrambe le camere erano in numero inferiore; infatti, all'atto della fusione il numero di rappresentanti non dipendeva dalla numerosità della popolazione, ma dall'ammontare delle tasse riscosse. In séguito, assicurando maggiori introiti fiscali, la Scozia ebbe diritto a un numero maggiore di seggi.
Secondo le norme di una coalizione politica, la Scozia aveva 16 rappresentanti alla Camera dei Lord e potevano essere eletti massimo 45 rappresentanti alla Camera dei Comuni, su un totale di 558 divisi tra l'Inghilterra e Galles.

## Relazioni con l'Irlanda
Come risultato della Poynings' Law del 1495, il Parlamento d'Irlanda veniva subordinato al Parlamento d'Inghilterra e dopo il 1707 esso rimase subordinato a quello di Gran Bretagna. Il parlamento britannico con il Dependency of Ireland on Great Britain Act, del 1719 notò che la Camera dei Lords irlandese aveva recentemente "assunto un potere e una giurisdizione da esaminare, correggere ed emendare" nel rispetto del fatto che il Regno d'Irlanda si trovava sottoposto alla corona britannica, al re e al parlamento di Gran Bretagna, il quale aveva "pieno potere e autorità di legiferare e creare statuti sufficientemente validi anche per il regno e la popolazione dell'Irlanda". L'atto venne ripreso nel Repeal of Act for Securing Dependence of Ireland Act 1782. In quello stesso anno la costituzione irlandese introdusse un periodo di libera legislazione. A ogni modo, la Ribellione irlandese del 1798 pose fine a questo periodo di semi-indipendenza e anzi portò alla creazione del Regno Unito di Gran Bretagna e Irlanda nel 1801.

## La Gran Bretagna nel XVIII secolo
Il XVIII secolo vide l'Inghilterra, e dopo il 1707 la Gran Bretagna, ascendere al ruolo di potenza coloniale dominante al mondo, con la Francia come sua principale rivale. I possedimenti inglesi d'oltremare precedenti al 1707 divennero il nucleo principale dell'Impero britannico.

### Integrazione
La profonda integrazione politica tra i due regni fu una politica chiave del regno della regina Anna, l'ultima monarca della dinastia degli Stuart a regnare separatamente su Inghilterra e Scozia e la prima a regnare unitamente sulla Gran Bretagna. Nel 1706 venne siglato un Treaty of Union dopo negoziati tra i rappresentanti dei parlamenti d'Inghilterra e Scozia secondo i quali ciascun parlamento avrebbe approvato un proprio atto al riguardo. Gli atti divennero effettivi dal 1º maggio 1707, unendo i parlamenti e le corone separate d'Inghilterra e Scozia a formare il Regno di Gran Bretagna. Anna fu la prima a occupare il nuovo trono e, sulla base dell'articolo 22 del Treaty of Union, la Scozia avrebbe inviato 45 membri ad assommarsi a quelli già componenti il regno d'Inghilterra per formare la nuova Camera dei Comuni di Gran Bretagna.

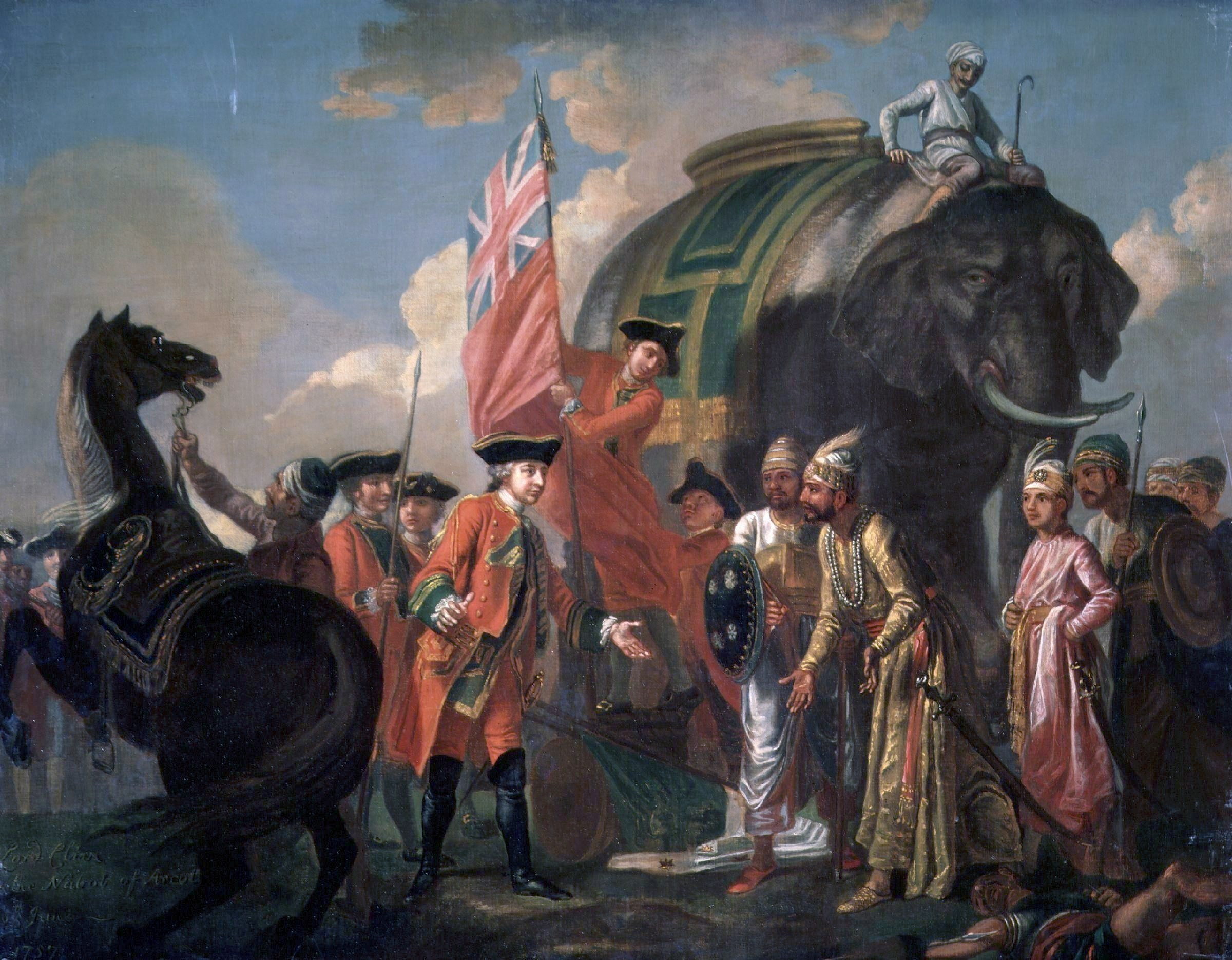
Lord Clive incontra Mir Jafar dopo la Battaglia di Plassey, dipinto di Francis Hayman (c. 1762)

### Guerra contro Francia e Spagna
La morte di Carlo II di Spagna nel 1700 e la sua cessione della Spagna e del suo impero coloniale a Filippo, duca di Angiò, nipote del re di Francia, portarono gli inglesi a temere fortemente per una possibile unificazione tra Francia e Spagna e le loro colonie. Nel 1701, Inghilterra, Portogallo e Repubblica delle Sette Province si erano schierati con il Sacro Romano Impero contro Spagna e Francia nella guerra di successione spagnola. Il conflitto perdurò sino al 1714, con la sconfitta finale di Francia e Spagna. A conclusione venne siglato il trattato di Utrecht col quale Filippo rinunciò per sé e per i suoi discendenti alla successione al trono francese pur di conservare quello spagnolo. La Spagna perse il suo impero in Europa ma gli venne concesso di mantenere quello nelle Americhe e le Filippine, che però risultò fortemente indebolito dalle altre potenze coloniali. Il nuovo Impero britannico, basato nel 1707 sui possedimenti inglesi oltremare, venne espanso: dalla Francia, la Gran Bretagna ottenne le isole Terranova e l'Acadia, dalla Spagna Gibilterra e Minorca. Gibilterra, che ancora oggi è un territorio britannico, divenne una delle principali basi navali che permisero alla Gran Bretagna di controllare lo stretto che metteva in comunicazione l'Atlantico col Mediterraneo.
La guerra dei sette anni che iniziò nel 1756, fu la prima guerra su scala globale e vide il coinvolgimento diretto della Gran Bretagna in Europa, India, Nord America, Caraibi, Filippine e Africa costiera. La sigla del trattato di Parigi del 1763 ebbe importanti conseguenze per la Gran Bretagna e il suo impero. In Nord America, vennero poste le basi per il declino della Francia come potenza coloniale con l'ulteriore cessione della Nuova Francia all'Inghilterra e la Louisiana alla Spagna. La Spagna dal canto suo cedette la Florida alla Gran Bretagna. In India la terza guerra carnatica aveva lasciato alla Francia il controllo delle sue colonie, ma le restrizioni militari e le obbligazioni che l'Inghilterra seppe creare con gli Stati clienti, effettivamente gettarono le basi per il futuro dell'intera India nelle mani degli inglesi. La vittoria britannica sulla Francia nella guerra dei sette anni fece della Gran Bretagna la principale potenza coloniale del mondo.

### Mercantilismo
Il mercantilismo fu una delle politiche basilari imposte dalla Gran Bretagna nei suoi domini d'oltremare. Mercantilismo sta a significare che il governo e i vari mercanti divengono soci in affari per incrementare la politica dello Stato e l'esclusione di altri imperi coloniali. Il governo protegge i propri mercanti, tutela i loro commerci e predispone le industrie interne per massimizzare le esportazioni minimizzando le importazioni. Il governo inglese dal canto suo dovette combattere le restrizioni commerciali di Francia, Spagna e Paesi Bassi. L'obbiettivo del mercantilismo era di quello di creare il surplus commerciale, così che l'oro e l'argento venissero convogliati verso Londra. Il governo iniziò a imporre dazi e tasse con l'intento di concentrare i mercanti a Londra e negli altri porti britannici, spendendo gran parte di questi ricavati per implementare la Royal Navy che non solo ebbe il compito di proteggere le colonie britanniche ma talvolta riuscì a mettere in crisi quelle nemiche. La Royal Navy ad esempio catturò Nuova Amsterdam (poi New York) nel 1664. Le colonie avevano il compito di produrre beni per arricchire la madrepatria.

### La Rivoluzione americana
Durante gli anni sessanta e settanta del Settecento, le relazioni tra le Tredici Colonie e la Gran Bretagna iniziarono progressivamente a diradarsi, innanzitutto per il risentimento del parlamento inglese nell'abilità dei coloni americani nel tassare senza il consenso della madrepatria. I disaccordi divennero una violenta insurrezione. nel 1775 scoppiò la Rivoluzione americana quando gli americani soppressero i realisti a Boston. Nel 1776 gli americani dichiararono la loro indipendenza dalla Gran Bretagna sotto il nome di Stati Uniti. Alla guida del generale George Washington, e, con l'assistenza economica e militare della Francia, della Repubblica olandese e della Spagna, gli Stati Uniti riuscirono a respingere l'invasione britannica. Gli americani riuscirono ad avere la meglio contro le armate inglesi nel 1777 e nel 1781. Dopo che Giorgio III perse il controllo del parlamento non fu in grado di continuare la guerra. Lo scontro terminò col trattato di Parigi del 1783 e col riconoscimento dell'indipendenza degli Stati Uniti. La guerra fu costosa ma gli inglesi riuscirono a finanziarla completamente senza problemi.

### Canada
Dopo una serie di guerre con la Francia in India, gli inglesi si dedicarono definitivamente al Nord America dove sbaragliarono l'avversario acquisendo tutte le colonie francesi (con l'eccezione di due piccole isole) nel 1763. La colonia francese del Canada venne rinominata Quebec. La politica di Londra fu quella di rispettare l'eredità religiosa del Quebec (anche se cattolica) così come il suo sistema legale, economico e sociale. Col Quebec Act del 1774, il Quebec venne espanso a includere le colonie occidentali americane. Durante le guerre rivoluzionarie americane iniziate nel 1775, gli inglesi fecero della Nuova Scozia la loro principale base navale. A ogni modo gli sforzi degli americani per invadere le colonie britanniche canadesi fallirono sempre.
Con la vittoria degli americani, tra 40 000 e 60 000 lealisti migrarono portandosi con sé i loro schiavi. Alcuni ottennero delle terre per compensare le loro perdite. I 14 000 realisti che si portarono nelle valli dei fiumi Saint John e Saint Croix, allora parte della Nuova Scozia, non vennero bene accolti dai locali. A questo punto, il governo di Londra decise di creare il Nuovo Brunswick come colonia separata nel 1784. Il Constitutional Act del 1791 creò le province dell'Alto Canada (popolato in prevalenza da anglofoni) e del Basso Canada (in prevalenza francofoni) per abbassare le tensioni tra le comunità francesi e inglesi, implementando un sistema di governo sempre più simile a quello della madrepatria, con l'intento di imporre l'autorità imperiale a scapito delle iniziative locali, in particolare dopo gli esiti della rivoluzione americana.

### Il secondo Impero britannico
La perdita delle Tredici colonie, il più grande possedimento della Gran Bretagna oltremare, e la loro conversione in Stati Uniti, segnò la transizione dal "primo" al "secondo" impero coloniale britannico, nel quale l'attenzione degli inglesi si orientò dalle Americhe all'Asia, al Pacifico e quindi all'Africa. Adam Smith nel suo Wealth of Nations, pubblicato nel 1776, aveva suggerito che le colonie erano ormai ridondanti e che il libero commercio avrebbe finito per rimpiazzare l'ormai obsoleto mercantilismo che aveva invece caratterizzato il primo periodo dell'espansione coloniale. La crescita dei commerci tra gli Stati Uniti e la Gran Bretagna dopo il 1781 confermò la visione di Smith sulla non necessità dello Stato sul controllo del commercio.

### India
Durante il primo secolo di operatività la Compagnia delle Indie Orientali si era dedicata al commercio e non alla costruzione di un impero coloniale in India. L'interesse della compagnia mutò radicalmente nel corso del XVIII secolo quando la potenza dell'Impero moghul entrò in declino e si trovò a combattere contro la controparte francese, la Compagnia francese delle Indie orientali (Compagnie française des Indes orientales) nel corso delle guerre carnatiche degli anni quaranta e cinquanta del Settecento. La battaglia di Plassey e la battaglia di Buxar che videro gli inglesi guidati da Robert Clive sconfiggere gli indiani locali, lasciarono alla Compagnia il controllo del Bengala e delle principali potenze militari dell'India. Nei decenni successivi gradualmente il territorio sotto il controllo della compagnia aumentò, governando direttamente o indirettamente attraverso Stati fantoccio e con la costituzione del primo esercito inglese in loco, composto in gran parte da sepoy indiani.

### Australia e Nuova Zelanda
Nel 1770, l'esploratore britannico James Cook scoprì le coste orientali dell'Australia grazie a un viaggio scientifico che stava intraprendendo nel Pacifico meridionale. Nel 1778, Joseph Banks, botanico di Cook imbarcato nel viaggio, presentò al governo inglese la possibilità di istituire Botany Bay per la creazione di una colonia penale. L'Australia segna così l'inizio del secondo Impero britannico e tale venne considerato il nuovo territorio per rimpiazzare la perdita delle colonie americane. Il lealista americano James Matra nel 1783 scrisse "Una proposta per fondare un insediamento nel Nuovo Galles del Sud" proponendo di fondare una colonia composta da lealisti americani, cinesi e abitanti del mare del sud (ma nessuno detenuto). Matra aggiunse che la terra era ideale per creare piantagioni di zucchero, cotone e tabacco; la Nuova Zelanda inoltre poteva facilmente formare una base per il commercio nel Pacifico. Su suggerimento del Segretario di Stato Lord Sydney, Matra emendò la sua proposta per includervi anche eventuali detenuti, considerando che questo avrebbe portato a ulteriori benefici economici e avrebbe contribuito alla risoluzione di questo problema sociale. Il governo adottò il piano di Matra nel 1784 e fondò i primi insediamenti.
Nel 1787 salpò la First Fleet, portando con sé il primo bastimento di detenuti verso la colonia. Esso giunse a destinazione nel gennaio del 1788.

### Combattendo la Rivoluzione francese e Napoleone
Col regicidio di Luigi XVI nel 1793, la Rivoluzione francese rappresentò una vera minaccia anche per il Regno di Gran Bretagna. Quando inoltre Napoleone iniziò a muovere i primi passi e prese effettivamente il potere come console nel 1799 progettò proprio l'invasione della Gran Bretagna come già aveva fatto con altri paesi sul continente. Le guerre napoleoniche quindi scoppiarono e gli inglesi vennero costretti a investire molto in termini di uomini e denaro per sostenere questi scontri. I porti francesi vennero in gran parte bloccati dalla Royal Navy.
La Rivoluzione francese inoltre ravvivò le tensioni religiose nel Regno d'Irlanda. Nel 1798, i nazionalisti irlandesi lanciarono la Ribellione irlandese del 1798 nella speranza che i francesi li avrebbero aiutati a cacciare gli inglesi dalla loro terra.
William Pitt il Giovane, il primo ministro britannico, credeva fermamente che l'unica soluzione al problema fosse l'unione tra la Gran Bretagna e l'Irlanda. Dopo la soppressione della ribellione, che ebbe effettivamente un qualche appoggio dalla Francia, egli portò avanti la sua politica. L'unione venne stabilita con l'Atto di Unione del 1800; col supporto del Parlamento d'Irlanda. Gran Bretagna e Irlanda vennero formalmente unite dal 1º gennaio 1801 dando vita alla nuova entità statale del Regno Unito.

## Monarchi
- Anna (1707–1714) (già regina d'Inghilterra, di Scozia e di Irlanda dal 1702)
- Giorgio I (1714–1727)
- Giorgio II (1727–1760)
- Giorgio III (1760–1801) (continuò col titolo di Re del Regno Unito sino alla sua morte nel 1820)

## Parlamento di Gran Bretagna

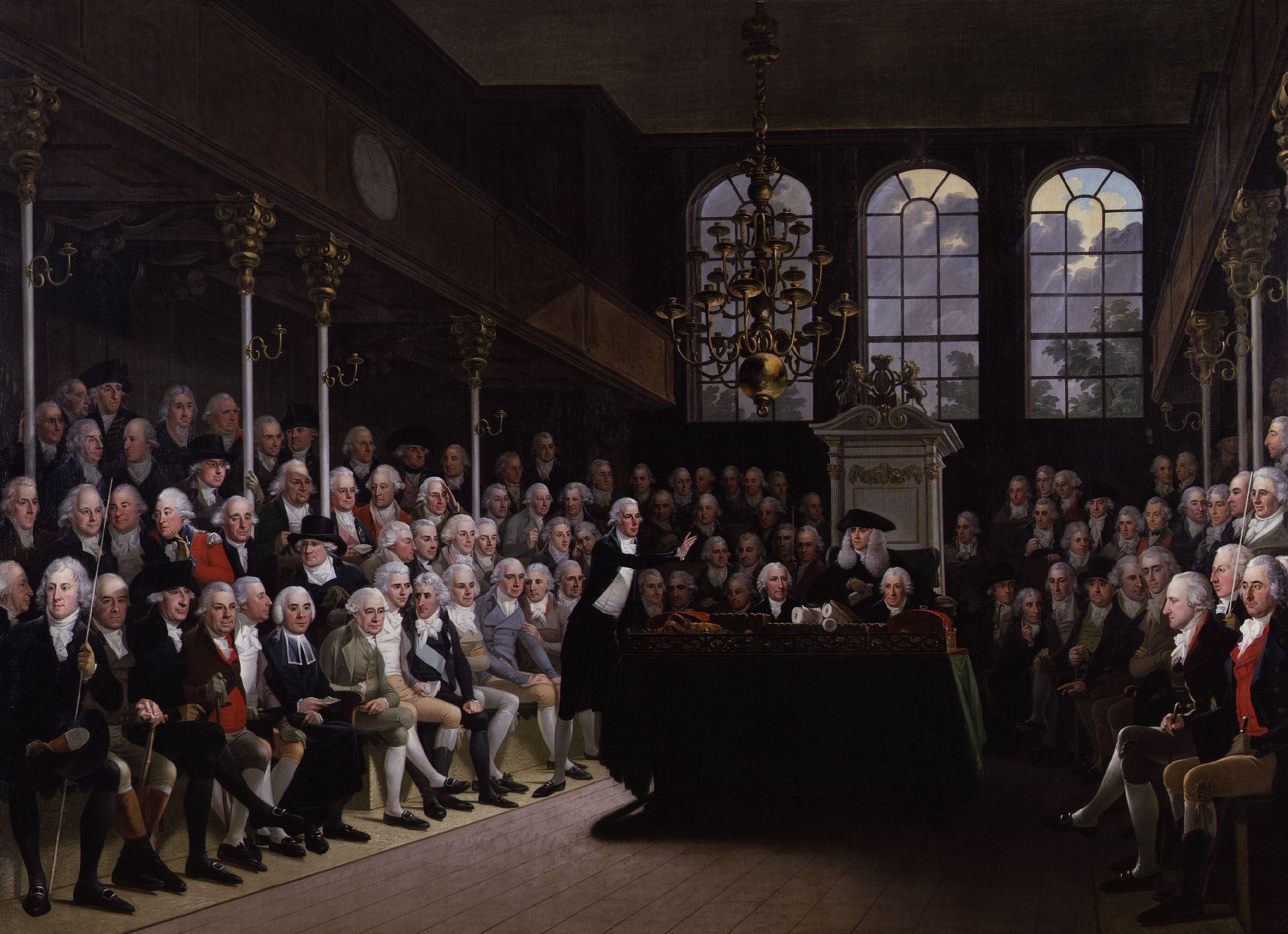
William Pitt il Giovane comunica alla Camera dei Comuni l'entrata in guerra contro la Francia rivoluzionaria
Dipinto di Karl Anton Hickel (1793-1795)

Il Parlamento di Gran Bretagna era composto dalla Camera dei Lords, una camera alta nominata dal sovrano composta dai Lord Spirituali e dai Lord Temporali, e dalla Camera dei Comuni, la camera bassa, con rappresentanti eletti periodicamente. In Inghilterra e Galles le costituenti parlamentari rimasero invariate per l'esistenza di tutto il parlamento.
Durante il XVIII secolo, la costituzione britannica si sviluppò in maniera considerevole.

## Parìa di Gran Bretagna
Come risultato dell'unione del 1707, non vennero più create delle paria nella Paria d'Inghilterra o nella Parìa di Scozia. I pari continuarono a essere creati nella nuova Parìa di Gran Bretagna pur mantenendo come separata la Parìa d'Irlanda.